# Dymokury
Dymokury (deutsch: Dimokur) ist eine Gemeinde im Okres Nymburk in Tschechien. Sie liegt 14 Kilometer nordöstlich von Nymburk und gehört zur Region Středočeský kraj.

## Geschichte

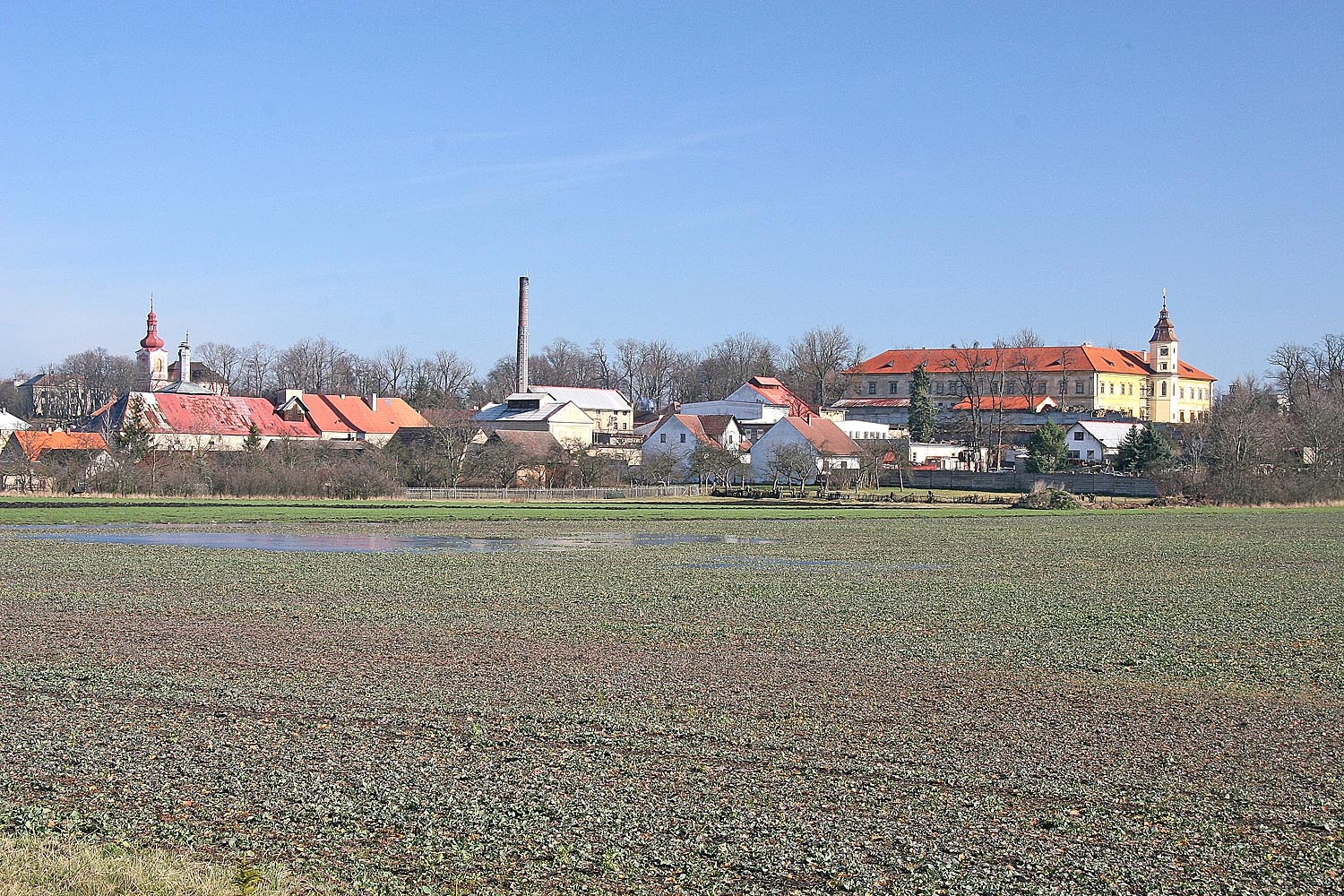
Ortsansicht

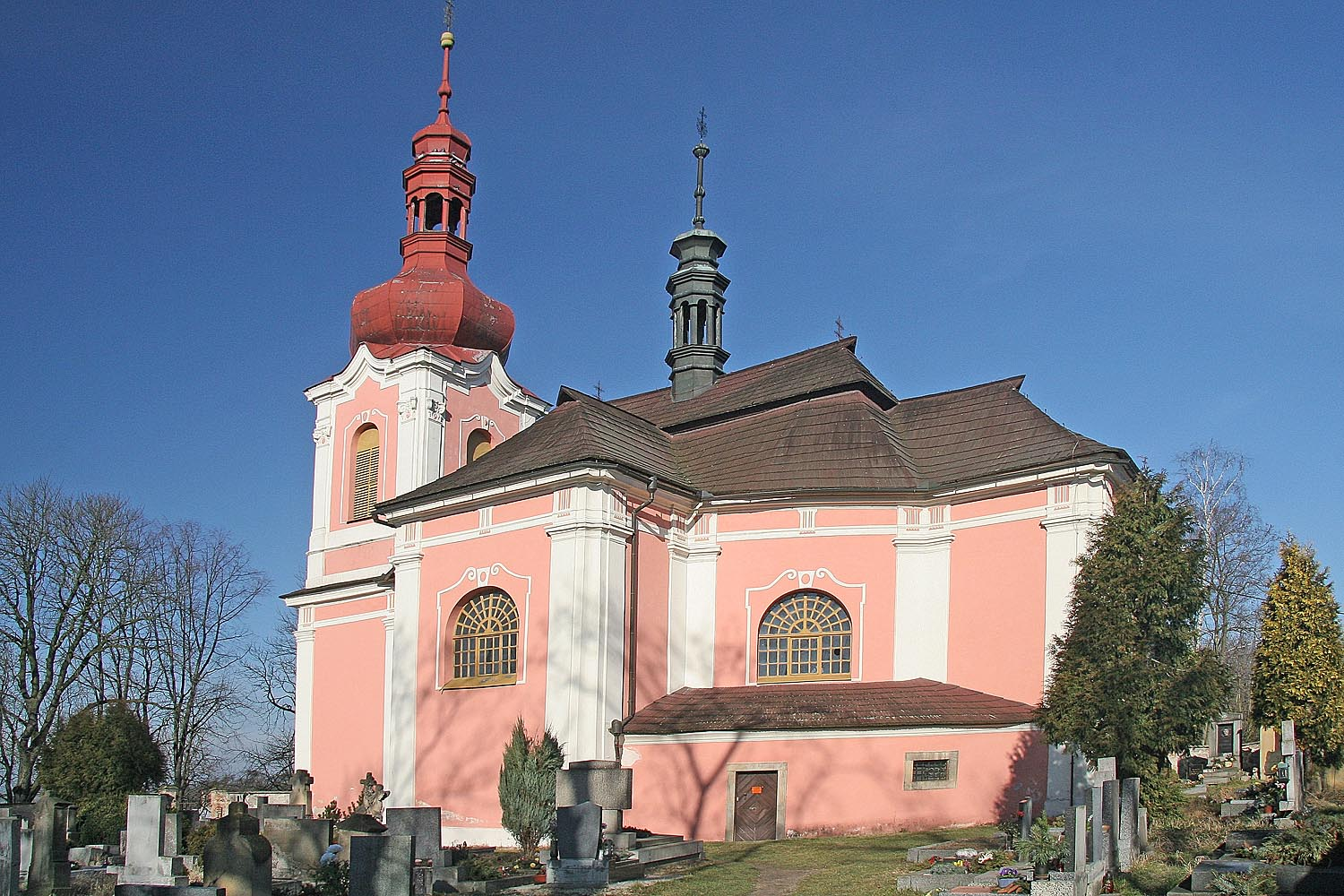
Pfarrkirche Mariä Himmelfahrt

Dymokury wurde erstmals 1249 erwähnt. Es war damals im Besitz eines Soběslav. König Wenzel II. schenkte 1290 das als Städtchen (oppidum) bezeichnete Dimokur dem Kloster Sedletz bei Kuttenberg. Das Kloster verkaufte die Herrschaft in mehreren Teilen. Bei den weiteren Besitzerwechseln wurde Dimokur nicht mehr als Städtchen bezeichnet. 1377 waren die Feste und ein Teil der Herrschaft im Besitz eines Sezema von Břiště, ein anderer Teil im Besitz des Jakob von Dimokur. 1414 waren Václav Jakob, genannt Lacembok, und Zdislav von Záhořan die Besitzer. Nach mehreren kurzzeitigen Besitzern kam es 1463 als Lehen des böhmischen Königs Georg von Podiebrad an Johann Křynecký von Ronow. Er vereinte die beiden Teile von Dimokur zu einer Herrschaft, die 1573 in den Besitz des Zdeněk von Waldstein überging. Dessen Witwe Maria erweiterte die Herrschaft um Městec Králové. 1607 kaufte ihr Sohn Adam d. J. von Waldstein von Jaroslav Borsita von Martinic, dessen Schwester Isolde und deren Mann Friedrich von Donin die Güter Veltruby und Běrunice; er verband sie mit der Herrschaft Dimokur. Adam von Waldstein und seine Brüder veräußerten Dimokur 1614 an Albrecht Jan Smiřický von Smiřice, der die Veste zu einem Renaissance-Kastell umbauen ließ. Nach dessen Tod 1618 erbte seine Schwester Margareta (Markéta), verheiratete Slawata, Dimokur, verlor es jedoch nach der Schlacht am Weißen Berg, da alle Smiřický-Besitzungen vom böhmischen Landesherrn konfisziert wurden. 1620 erwarb Albrecht Wallenstein die Besitzungen, verkaufte sie jedoch schon ein Jahr später an Johann Eusebius Khuen von Belasi, dem 1625 seine Tochter Franziska Pálffy von Plassenstein folgte. Von ihr erwarb es Generalfeldmarschall Wilhelm Lamboy von Cortesheim. Dessen Sohn Johann de Lamboy († 1669) veräußerte das Gut Veltruby 1666 an Adam Jaroslav Schofmann von Hemrles auf Konárovice. 1673 verkaufte Johanns Schwester Anna Franziska de Lamboy die Herrschaft Dimokur an Ludwig Graf Colloredo-Wallsee. In diesem Jahr gehörten zur Grundherrschaft: das Schloss, eine Bierbrauerei, 13 Gutshöfe, 5 Mühlen, 102 Fischteiche, 30 Dörfer und das Städtchen Městec Králové. Unter den Grafen Colloredo wurde an der Stelle der Feste ein dreiflügeliges Barockschloss errichtet. Sie erwarben sich große Verdienste um die Schulbildung der Untertanen, legten eine umfangreiche Schlossbibliothek an und gründeten ein Waisenhaus. 1757 kam Dimokur, das bis dahin zum Königgrätzer Kreis gehörte, zum Bidschower Kreis. 1788 lebten in Dimokur 576 Einwohner in 94 Häusern. 1833 kam die Grundherrschaft Dimokur, durch Heirat in den Besitz der Grafen Czernin von Chudenitz, die hier bis zu der Enteignung im Jahr 1945 das Schloss und große Ländereien besaßen.
1850 gehörte Dimokur zum Bezirk Městec Králové, ab 1868 zum Bezirk Poděbrad. 1878 erhielt Dimokur Eisenbahnanschluss an der Linie Křinec – Městec Králové. Von 1902 bis 1959 transportierte die schmalspurige Dymokury-Bahn Zuckerrüben zur Zuckerfabrik. 1879 wurde ein Schulhaus mit fünf Klassenräumen errichtet. 1960 wurde Dimokur dem Okres Nymburk angegliedert.
Obwohl Dimokur jahrhundertelang Mittelpunkt der gleichnamigen Grundherrschaft war, erreichte es den Status einer Stadt nicht.

## Gemeindegliederung
Die Gemeinde Dymokury besteht aus den Ortsteilen Černá Hora (Schwarzenberg), Dymokury (Dimokur) und Svídnice (Swidnitz).

## Sehenswürdigkeiten
- Das dreiflügelige Schloss Dymokury wurde anstelle eines Kastells durch die Grafen Colloredo-Wallsee errichtet.
- Die gotische Pfarrkirche Mariä Himmelfahrt wurde um 1300 errichtet und 1723–1724 barockisiert. Der Kirchturm wurde 1760 erbaut.

## Persönlichkeiten
- Ottokar Czernin (1872–1932), österreichisch-ungarischer Diplomat
- Otto Czernin (1875–1962), österreichisch-ungarischer Diplomat